# Курама (Сариагаський район)
Курама́ (каз. Құрама) — село у складі Сариагаського району Туркестанської області Казахстану. Входить до складу Жартитобинського сільського округу.
Населення — 2447 осіб (2021; 1967 у 2009, 1468 у 1999, 1069 у 1989).